# Gioan Bành Vệ Chiếu
Gioan Bành Vệ Chiếu (Sinh 1966, tiếng Trung:彭衛照, tiếng Anh:John Peng Weizhao) là một giám mục người Trung Quốc của Giáo hội Công giáo Rôma. Ông hiện đảm nhận chức vụ Giám mục Chánh tòa Giáo phận Dư Giang (hợp luật), trong khi trên thực tế, ông hiện là Giám mục phụ tá Tổng giáo phận Nam Xương.

## Tiểu sử
Giám mục Bành sinh năm 1966 tại Trung Quốc. Sau khoảng thời gian tu học, ông cũng được phong chức linh mục. Năm 2012, giám mục chánh tòa Giáo phận Dư Giang Tôma Tăng Cảnh Mục qua đời, ông trở thành linh mục Giám quản Giáo phận. Tòa Thánh bí mật loan tin bổ nhiệm linh mục Gioan Bành Vệ Chiếu làm Giám mục Chánh tòa giáo phận Dư Giang. Lễ tấn phong cho vị Tân chức diễn ra sau đó vào ngày 10 tháng 4 năm 2014 trong hoàn cảnh hết sức bí mật.
Tháng 11 năm 2022, dưới áp lực từ chính quyền, Giám mục Bành đồng ý nhậm chức Giám mục phụ tá Giáo phận Giang Tây, vốn có địa giới khác với địa giới quy định bởi Giáo hội, vốn là thuộc Tổng giáo phận Nam Xương.